# Nick Holmes
Nick Holmes (n. 7 ianuarie 1971, Halifax, Anglia, Regatul Unit) pe numele întreg Nicholas John Arthur Holmes, născut la 7 ianuarie 1971, este un cântăreț și compozitor englez, fiind cunoscut ca vocalist principal al trupei britanice de gothic/doom metal Paradise Lost. Din 2014 este vocalist și în trupa suedeză de death-metal Bloodbath.